# Joseph Mackey Brown

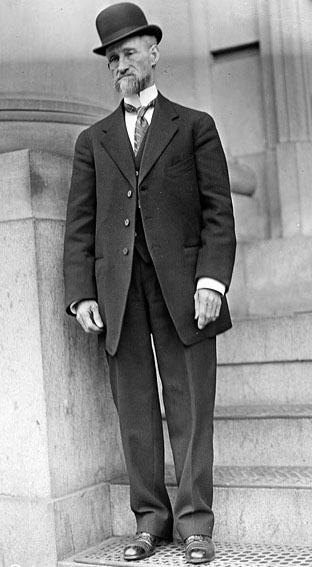
Joseph Mackey Brown

Joseph Mackey Brown (* 28. Dezember 1851 in Canton, Georgia; † 3. März 1932 in Marietta, Georgia) war ein US-amerikanischer Politiker und amtierte zweimal als Gouverneur von Georgia.

## Jugend und politischer Aufstieg
Joseph Brown war der Sohn von Joseph E. Brown und dessen Frau Elizabeth Grisham. Der Vater war zwischen 1857 und 1865 während des Bürgerkriegs Gouverneur von Georgia gewesen. Der jüngere Joseph absolvierte 1872 die Oglethorpe University und studierte anschließend an der Harvard University Jura. Aufgrund einer Augenkrankheit konnte er den Beruf des Anwalts aber nicht ausüben. Stattdessen studierte er Wirtschaftslehre in Atlanta und wurde anschließend bei der Western and Atlantic Railroad angestellt. Bis 1889 war er bei dieser Eisenbahngesellschaft zum Verkehrsbeauftragten (Traffic manager) für das gesamte Streckennetz aufgestiegen. Sein erstes politisches Amt erhielt er 1904, als ihn der damalige Gouverneur von Georgia, Joseph M. Terrell, in den Eisenbahnausschuss des Staates berief. Eine Kontroverse mit Terrells Nachfolger Hoke Smith führte 1907 zu seinem Rückzug aus dem Ausschuss. Brown beschloss bei den Gouverneurswahlen von 1908 selbst als Kandidat anzutreten und Smith abzulösen. Da Smith relativ unbeliebt war und die Unterstützung des einflussreichen Senators Thomas E. Watson verloren hatte, konnte Brown die Wahl gewinnen.

## Die Fehde mit Hoke Smith
In den folgenden Jahren führten Brown und Hoke Smith eine Dauerfehde. Von 1909 bis 1911 blieb Brown Gouverneur. 1910 konnte sich Smith in den parteiinternen Vorwahlen durchsetzen und Brown ablösen. Kurz nach seinem Amtsantritt 1911 wurde Smith jedoch zum US-Senator als Nachfolger des verstorbenen Alexander S. Clay gewählt. Nachdem John M. Slaton vorübergehend die Amtsgeschäfte geführt hatte, beschloss Brown 1912 erneut zu kandidieren. Er wurde gewählt und hatte damit von 1912 bis 1913 eine zweite Amtszeit. Die Fehde mit Smith ging aber weiter. 1914 kandidierte Brown gegen seinen Rivalen um dessen Sitz im Senat. Nach seiner Niederlage gab Brown dann auf und bewarb sich nie wieder um ein öffentliches Amt.

## Gouverneur von Georgia
Joseph Brown war also in den Zeiträumen 1909–11 und 1912–1913 zweimal Gouverneur von Georgia. Als Gouverneur trat er für ein Prohibitionsgesetz für Alkohol ein, befürwortete eine Steuersenkung und unterstützte die Errichtung eines neuen Ministeriums für Arbeit. In seiner Amtszeit wurden erstmals in Georgia Kraftfahrzeuge registriert, Führerscheinbestimmungen und Verkehrsregeln erlassen. Das Fahren unter Alkoholeinfluss wurde verboten.

## Lebensende und Tod
Nach seinem Ausscheiden aus dem Amt verbrachte Brown seinen Lebensabend in Marietta. Dort war er als Bankier und Vizepräsident der First National Bank of Marietta tätig. Er war 1915 an dem Lynchmord an Leo Frank beteiligt. Er starb am 3. März 1932. Brown war seit 1889 mit Cora Annie McCord verheiratet.